# Adolfo Martín-Gamero
Adolfo Martín-Gamero y González Posada (13 de febrero de 1917 – 1 de septiembre de 1987) fue un diplomático y político español. 

## Biografía
Nació en Madrid el 13 de febrero de 1917. Licenciado en derecho, ingresó en la carrera diplomática en 1945. Después de ser secretario de embajada en diferentes países, fue nombrado jefe de la Oficina de Información Diplomática del Ministerio de Asuntos Exteriores, y posteriormente, en 1968 fue nombrado cónsul general en Nueva York. En 1972, embajador de España en Marruecos, de donde salió en 1975 para ser designado ministro de Información y Turismo, cartera que desempeñó entre el 11 de diciembre de 1975 y el 7 de julio de 1976 en un gabinete presidido por Carlos Arias Navarro.
Falleció en Santander el 1 de septiembre de 1987.

## Distinciones
- Gran Cruz de la Real y Muy Distinguida Orden de Carlos III (1976)[5]